# Lijst van voetbalinterlands België - Duitse Democratische Republiek
Deze lijst van voetbalinterlands is een overzicht van alle officiële voetbalwedstrijden tussen de nationale teams van België en de Duitse Democratische Republiek. De landen hebben acht keer tegen elkaar gespeeld. De eerste wedstrijd, een vriendschappelijk duel, was op 18 april 1973 in Antwerpen. Het laatste duel, eveneens vriendschappelijk, vond plaats op 12 september 1990 in Brussel. Dit was tevens de allerlaatste interland van de DDR.

## Wedstrijden
| № | Plaats       | Datum             | Competitie           | Wedstrijd                               | Uitslag |
| - | ------------ | ----------------- | -------------------- | --------------------------------------- | ------- |
| 1 | Antwerpen    | 18 april 1973     | Vriendschappelijk    | België − Duitse Democratische Republiek | 3 − 0   |
| 2 | Oost-Berlijn | 13 maart 1974     | Vriendschappelijk    | Duitse Democratische Republiek − België | 1 − 0   |
| 3 | Leipzig      | 7 december 1974   | EK 1976 kwalificatie | Duitse Democratische Republiek − België | 0 − 0   |
| 4 | Brussel      | 27 september 1975 | EK 1976 kwalificatie | België − Duitse Democratische Republiek | 1 − 2   |
| 5 | Maagdenburg  | 19 april 1978     | Vriendschappelijk    | Duitse Democratische Republiek − België | 0 − 0   |
| 6 | Leipzig      | 30 maart 1983     | EK 1984 kwalificatie | Duitse Democratische Republiek − België | 1 − 2   |
| 7 | Brussel      | 27 april 1983     | EK 1984 kwalificatie | België − Duitse Democratische Republiek | 2 − 1   |
| 8 | Brussel      | 12 september 1990 | Vriendschappelijk    | België − Duitse Democratische Republiek | 0 − 2   |

## Samenvatting
| Competitie        | Totaal gespeeld | Winst België | Gelijk | Winst DDR | Doelsaldo België – DDR |
| ----------------- | --------------- | ------------ | ------ | --------- | ---------------------- |
| EK-kwalificatie   | 4               | 2            | 1      | 1         | 5 − 4                  |
| Vriendschappelijk | 4               | 1            | 1      | 2         | 3 − 3                  |
| Totaal            | 8               | 3            | 2      | 3         | 8 − 7                  |

Wedstrijden bepaald door strafschoppen worden, in lijn met de FIFA, als een gelijkspel gerekend.

## Details

### Vierde ontmoeting
| EK 1976 kwalificatie (Brussel, België, 27 september 1975): |              | |
| België | 1 – 2        | Duitse Democratische Republiek |
| Wilfried Puis 60' | goals        | 50' Peter Ducke 71' Reinhard Häfner |
| Raymond Goethals | bondscoach   | Georg Buschner |
| Christian Piot Eric Gerets Nico Dewalque Erwin Vandendaele Maurice Martens Julien Cools Ludo Coeck Lon Polleunis 78' Wilfried Puis Johan Devrindt Jacques Teugels | opstellingen | 88' Jürgen Croy Hans-Jürgen Dörner Joachim Fritsche Konrad Weise Lothar Kurbjuweit Reinhard Lauck Gerd Weber Reinhard Häfner Peter Ducke Hans-Jürgen Riediger Martin Hoffmann |
| Jean Janssens 78' | wissels      | 88' Hans-Ulrich Grapenthin |
| Ludo Coeck 35' | gele kaarten | 81' Gerd Weber |
| - Debuut van verdediger Eric Gerets (Standard Luik) voor België.                                                                                                  |              | |

### Achtste ontmoeting
| Vriendschappelijk (Brussel, België, 12 september 1990): |              | |
| België | 0 – 2        | Duitse Democratische Republiek |
| | goals        | 74' Matthias Sammer 89' Matthias Sammer |
| Guy Thys | bondscoach   | Eduard Geyer |
| Michel Preud'homme Lorenzo Staelens Stéphane Demol 46' Pascal Plovie Michel De Wolf Geert Broeckaert Enzo Scifo 46' Franky Van der Elst Bruno Versavel 68' Erwin Vandenbergh Jan Ceulemans 46'            | opstellingen | 90' Jens Schmidt Heiko Peschke Andreas Wagenhaus Detlef Schößler Jörg Schwanke 25' Jörg Stübner Matthias Sammer Heiko Bonan 85' Heiko Scholz Dariusz Wosz Uwe Rösler |
| Philippe Albert 46' Marc Degryse 46' Marc Wilmots 46' Danny Boffin 68' | wissels      | 25' Stefan Böger 85' Torsten Kracht 90' Jens Adler |
| - Debuut van Jens Schmidt (FC Karl-Marx-Stadt), Jens Adler (HFC Chemie Halle) en Jörg Schwanke (Energie Cottbus) voor Oost-Duitsland. - Allerlaatste interland van Oost-Duitsland als zelfstandige natie. |              | |